# Выносной элемент

Выносно́й элеме́нт — в типографике часть строчной буквы, выходящая за пределы линии строчных знаков (верхний выносной элемент) или базовой линии шрифта (нижний выносной элемент).
Примерами выносных элементов могут служить «ножки» у букв p и h на иллюстрации. Общеизвестно, что в кириллице намного меньше букв с выносными элементами, чем в латинице, из-за чего, по мнению Ефимова В. В., русский текст «производит более монотонное и статичное впечатление», однако буквы кириллицы по сравнению с латиницей «в целом более динамичны, а их пропорции более широкие».

## Диакритический знак
Выносной элемент может также использоваться как диакритический знак. Наиболее широко применяется в кириллице, где имеется несколько видов выносного элемента:
- в виде хвостика, как у букв Щ щ и Ц ц
  - Ӷ ӷ, Җ җ, Қ қ, Ԯ ԯ, Ң ң, Ԥ ԥ, Ҭҭ, Ҳ ҳ, Ҷ ҷ, Ԧ ԧ
- тот же хвостик, но сдвинутый влево
  - Ӌ ӌ
- в виде заметного крюка вниз
  - Ӄ ӄ, Ԓ ԓ, Ӈ ӈ, Ԩ ԩ, Ӻ ӻ, Ӽ ӽ
- в виде крюка вниз, но выходящего из середины буквы
  - Ҕ ҕ, Ҧ ҧ, Ԡ ԡ, Ԣ ԣ
- в виде клина, направленного влево
  - Ҋ ҋ, Ӆ ӆ, Ӊ ӊ, Ӎ ӎ
- в виде седили
  - Ҙ ҙ, Ҫ ҫ
- в виде крестика сверху
  - Ҟ ҟ, Ҍ ҍ

В расширенной латинице используется реже: буквы Ⱨ ⱨ и Ⱪ ⱪ одного из вариантов уйгурской латиницы, и буква Ꞑ ꞑ, использовавшаяся в яналифе, а также буква Ŋ ŋ.